# Фурутака (крейсер)

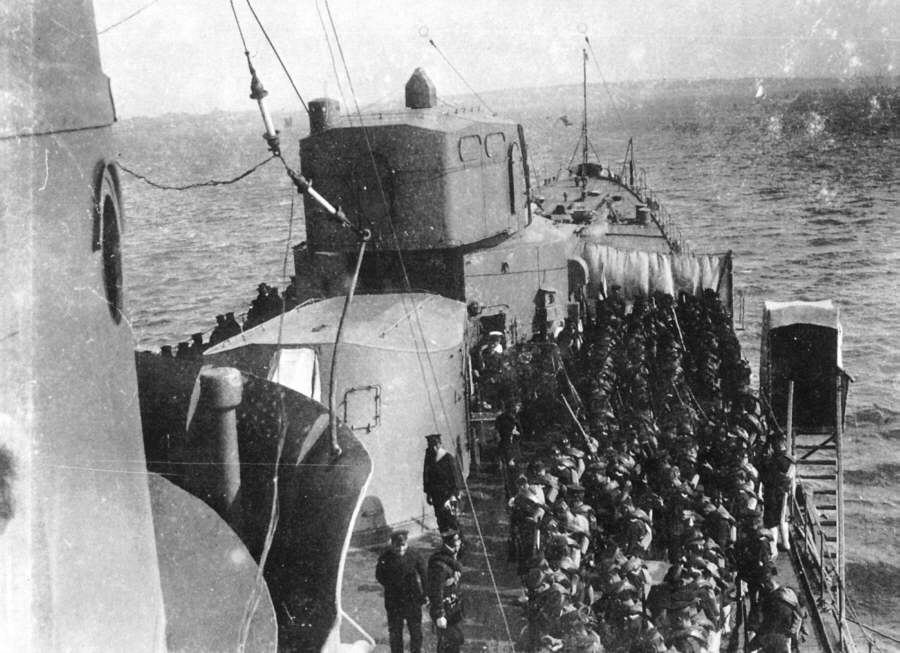
Передні башти головного калібру крейсера

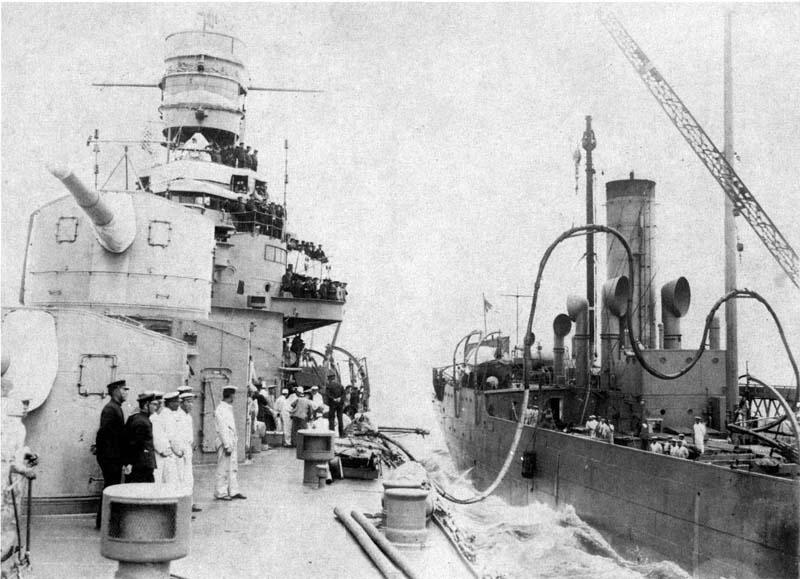
Вигляд крейсера у 1935 році, гармати головного калібру ще знаходяться у одиночних баштах

Фурутака (Furutaka, яп. 古鷹) — важкий крейсер Імперського флоту Японії, який взяв участь у Другій світовій війні.
Корабель, який належав до крейсерів типу «Фурутака», спорудили у 1926 році на верфі компанії Mitsubishi у Нагасакі.
Одразу після спорудження на одній з башт крейсера встановили платформу для запуску гідролітака Heinkel HD 25. Втім, ця система була не надто перспективною і за три роки її зняли, а в 1932-му під час модернізації на Фурутака змонтували катапульту та надали можливість нести гідролітак Nakajima E4N2. Тоді ж 76-мм зенітні гармати замінили чотирма 120-мм.
Влітку 1937-го почалась Друга японо-китайська війна, проте Фурутака не брав у ній участь оскільки з 16 березня 1937 по 30 квітня 1939 проходив модернізацію на верфі у Сасебо. При цьому його шість 200-мм гармат головного калібру в одиночних баштах замінили на таку ж кількість 203-мм гармат, розташованих по дві у трьох баштах, а на додачу до чотирьох 120-мм зенітних гармат змонтували чотири спарені установки 25-мм зенітних автоматів. Шість фіксованих двотрубних торпедних апаратів замінили на два чотиритрубні з можливістю додаткового наведення. Також встановили більш потужну катапульту та надали можливість нести два гідролітаки Kawanishi E7K замість одного.
Станом на 1941 рік корабель належав до 6-ї дивізії крейсерів, яку призначили для підтримки операцій у Океанії. 24 грудня Фурутака разом з трьома іншими кораблями дивізії рушив від Тітідзіми (острови Огасавара) для підтримки майбутньої операції з оволодіння островом Гуам у південній частині Маріанського архіпелагу. 10 грудня відбулась висадка на Гуамі, нечисленний гарнізон якого швидко припинив спротив, і тієї ж доби 6-та дивізія прибула на атол Трук у центральній частині Каролінських островів (тут ще до війни створили потужну базу японського ВМФ, з якої до лютого 1944-го провадились операції у цілому ряді архіпелагів).
За добу до того напад японці на острів Вейк зазнав невдачі і тепер японське командування виділило для нової операції набагато більші сили, до яких, зокрема, увійшов і Фурутака. Як наслідок, 23 грудня 1941-го гарнізон острова був швидко примушений до капітуляції, а 10 січня 1942-го Фурутака повернувся на Трук.
18 січня 1942-го Фурутака та інші крейсери 6-ї дивізії вийшли в море в межах операції захоплення архіпелагу Бісмарка і 23 січня, в день висадки у Кавієнзі та Рабаулі, перебували за сотню кілометрів на північний захід від останнього та забезпечували дистанційне прикриття транспортного загону. І в цьому випадку десантна операція швидко завершилась успіхом, а втручання важких крейсерів не знадобилось.
1 лютого 1942-го вороже авіаносне з'єднання завдало удару по японських базах на Кваджелейні та Вотьє (Маршаллові острови), після чого японці вислали туди значні сили (зокрема, з Труку попрямували 3 авіаносці). Фурутака у складі своєї дивізії також попрямував на схід Мікронезії та 4 лютого прибув на Кваджелейн, проте якихось результатів цей похід не приніс, оскільки метою американської операції було лише здійснення рейду зі швидким відходом. 10 лютого Фурутака вже був на Труці.
20 лютого 1942-го Фурутака та ще 2 важкі і 2 легкі крейсери вийшли у море, готуючись до протидії ворожому авіаносному з'єднанню, яке було виявлене на початковому етапі рейду проти Рабаула. Враховуючи втрату ефекту несподіванки, американці відмовились від рейду, а японські кораблі 23 лютого повернулись на Трук.
2—5 березня 1942-го Фурутака разом з іншими кораблями дивізії пройшов з Труку до Рабаула і невдовзі вирушив звідси для дистанційного прикриття загону, який мав доправити десант на Нову Гвінею до Лае (на сході острова у глибині затоки Хуон). Висадка 8 березня не зустріла спротиву і тієї ж доби 6-та дивізія полишила цей район (можливо відзначити, що 10 березня загін висадки став ціллю для американської авіаносної авіації, унаслідок удару якої по Лае ряд допоміжних суден були втрачені, а половина бойових кораблів зазнала пошкоджень). Разом з нею відбула і 18-та дивізія, яка мала два легкі крейсери та протягом наступного місяця діяла разом з 6-ю дивізією.
9 березня 1942-го Фурутака та інші 5 крейсерів прибули до Буки (порт на однойменному острові біля північного завершення значно більшого острова Бугенвіль), потім протягом наступних тижнів здійснили ряд переходів за маршрутом Бука — Рабаул — Бука — прохід Мьове (район Кавієнга) — Рабаул, а з 28 березня були долучені до операції, під час якої японці зайняли якірну стоянку Шортленд (прикрита групою невеликих островів Шортленд акваторія біля південного завершення острова Бугенвіль) та порт Кієта (східне узбережжя Бугенвіля). 1 квітня дивізії повернулись до Рабаула, потім знову перейшли до проходу Мьове, а 7—8 квітня пройшли до острова Манус у групі островів Адміралтейства в межах операції з осадження гарнізоном цього пункту, розташованого за шість сотень кілометрів на північний захід від Рабаула, поблизу комунікацій, що вели до архіпелагу Бісмарка з Труку та іншого важливого транспортного хабу Палау. У цій операції, так само як і у зайнятті Шортленду та Кієти, крейсерські сили супроводжували кораблі 30-ї дивізії ескадрених міноносців. 8—10 квітня всі крейсери здійснили перехід з Мануса на Трук.

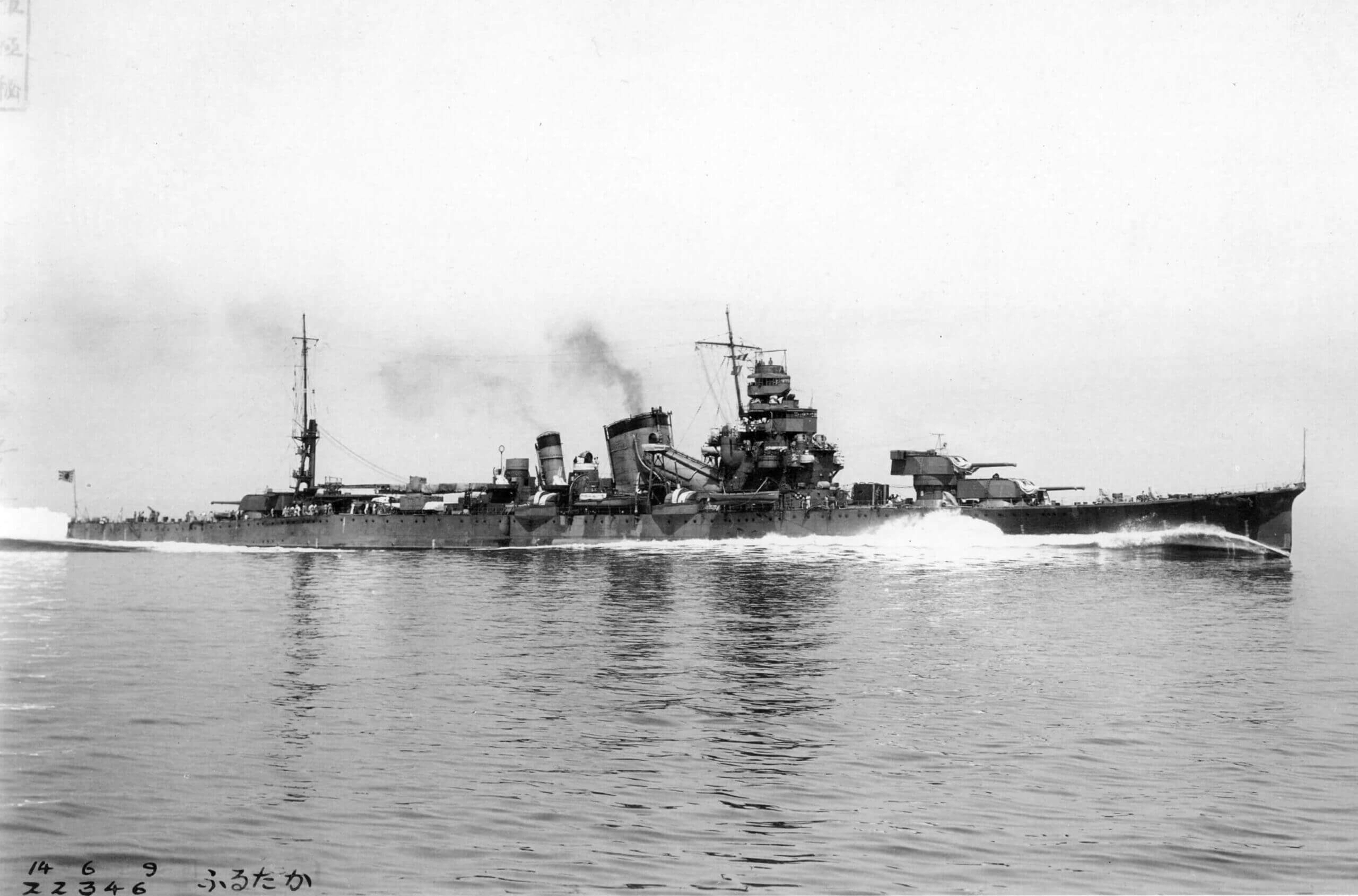
Фурутака на ходових випробуваннях у 1939 році, вже встановлено спарені установки головного калібру

Через кілька тижнів Фурутака був долучений до операції, яка мала за мету взяття під контроль центральних та східних Соломонових островів, а також Порт-Морсбі на оберненому до Австралії узбережжі Нової Гвінеї. 30 квітня 1942-го він разом з іншими крейсерами 6-ї дивізії полишив Трук та попрямував на південь. 3 3 травня крейсери знаходились на якірній стоянці поблизу Буки та мали завдання на дистанційне прикриття висадки на Тулагі на сході Соломонових островів. Втім, це ніяк не допомогло десантному загону, коли 4 травня по ньому завдали удару літаки з американських авіаносців, хоча Фурутака з іншими крейсерами і здійснили вихід в бік Тулагі. 5 травня вони повернулись до Бугенвілю (тільки на якірну стоянку Шортленд), де дозаправились та наступної доби вийшли в море, маючи завдання у взаємодії з легким авіаносцем «Сьохо» забезпечувати прикриття транспортів з військами для десанту у Порт-Морсбі. 7 травня «Сьохо» потопила американська авіаносна авіація, причому крейсери не змогли подати йому жодної допомоги (можливо відзначити, що кількох вцілілих підбере есмінець «Яйой»). Наступного дня відбулась битва авіаносців у Кораловому морі, при цьому Фурутака та ще один важкий крейсер дістали наказ прикривати відхід серйозно пошкодженого авіаносця «Сьокаку». Втім, це завдання тривало не надто довго — 9 травня крейсери зайшли для дозаправки на Шортленд, а наступного дня були в Кієті. Що стосується операції проти Порт-Морсбі, то японське командування ухвалило рішення про її скасування.
15–17 травня 1942-го Фурутака пройшов від Бугенвілю на Трук, а 31 травня — 5 червня перейшов до Куре, де пройшов короткочасний доковий ремонт. 28 червня — 4 липня крейсер пройшов назад на Трук і 7 липня відбув до Меланезії, де протягом наступних кількох тижнів відвідав Бугенвіль, Нову Британію та Нову Ірландію.
Станом на початок серпня 1942-го Фурутака знаходився на якірній стоянці у проході Мьове. 7 серпня союзники висадились на сході Соломонових островів, що започаткувало шестимісячну битву за Гуадалканал, і 8 серпня Фурутака рушив до цього острова у складі загону із 5 важких та 2 легких крейсерів і 1 есмінця. У ніч проти 9 числа відбувся бій біля острова Саво, під час якого японцям вдалось знищити одразу чотири важкі крейсери союзників. Відомо, що Фурутака взяв участь у потопленні HMAS Canberra (разом з «Тьокай», «Аоба» і «Како») та USS Quincy (з «Аоба» і легким крейсером «Тенрю»). Сам «Фурутака» жодного разу не був поцілений ворожим снарядом. 10 серпня Фурутака повернувся на стоянку Мьове.

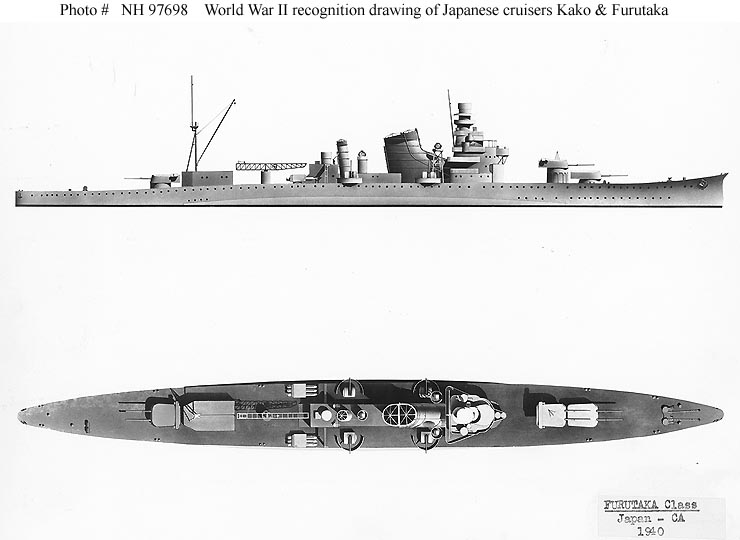
Схема крейсера станом на 1940 рік

17 серпня 1942-го Фурутака разом з двома іншими крейсерами 6-ї дивізії (один був потоплений підводним човном при поверненні після битви при Саво) знову вийшов в море, 19–20 серпня відвідав затоку Реката на північному узбережжі острова Санта-Ісабель (тут ще в травні японці облаштували базу гідроавіації), а 22 числа прибув на Шортленд. Тим часом японське командування організувало проведення конвою зі значними підкріпленнями для Гуадалканала і 23 серпня Фурутака вийшов у складі крейсерського загону для дистанційного прикриття операції. Втім, японським артилерійським кораблям так і не вдалось вступити у бій, оскільки все вирішила авіація — спершу 24 серпня відбулась велика битва авіаносних з'єднань біля східних Соломонових островів, а коли наступної доби конвой відновив свій рух, його зупинили та змусили повернути назад літаки з Гуадалканалу (тут американці змогли ввести в дію аеродром Гендерсон-Філд, який за півтора місяця до того почали споруджувати японці) та Еспіриту-Санто. Участь Фурутака у подіях обмежилась бомбардуванням його гідролітаками району Лунга-Пойнт (де знаходився Гендерсон-Філд) у ніч проти 26 серпня. Того ж 26 серпня Фурутака прибув до острова Бугенвіль, де перебував понад місяць (хоча й здійснював рейси до Рабаула для дозаправки та поповнення припасів). 
11 жовтня 1942-го Фурутака разом зі ще 2 важкими крейсерами вирушив з Шортленду до Гуадалканалу із завданням провести обстріл аеродрому Гендерсон-Філд, що призвело до зіткнення, відомого як бій біля мису Есперанс. Американські кораблі мали перевагу, оскільки були попереджені авіарозвідкою про наближення японців (хоча саме загін Фурутака літаки не виявили, а помітили транспортну групу, яка доправляла на острів підкріплення) та вчасно виявили ворога за допомогою радарів. В нічному бою у «Фурутака» влучили близько дев'яти десятків снарядів, крім того, торпеда влучила в район одного з машинних відділень. На крейсері виникли пожежі, в одну з яких потрапили власні торпеди «Фурутака». Корабель втратив хід і через дві години після початку бою затонув. Загинули та пропали безвісти 258 членів екіпажу (115 потрапили в полон), тоді як понад п'ять сотень моряків підібрали есмінці «Хацуюкі», «Муракумо» та «Сіраюкі» (можливо відзначити, що при поверненні на Шортленд «Муракумо» потопила авіація).
У 2019 році дослідницька експедиція виявила рештки «Фурутака» в районі з глибиною моря 1400 метрів, при цьому носова частина була відломлена від основного корпусу.